# Pilar Lima Gozálvez
María Pilar Lima Gozálvez (València, 21 de novembre de 1977) és una activista social i política valenciana, secretària general de Podem Comunitat Valenciana (Podem CV) de 2020 a 2023 i diputada i portaveu a les Corts Valencianes d'Unides Podem en la X Legislatura.
Té una disfuncionalitat auditiva de naixement, ha esdevingut la primera política en utilitzar la llengua de signes al Senat d'Espanya, on va ser representant per designació de les Corts Valencianes de 2015 a 2019. Diplomada en Treball Social per la Universitat de València, és membre de la Federació de Persones Sordes de la Comunitat Valenciana (Fesord CV) on ha treballat com a professora de la llengua de signes.
Políticament s'integra en Podem des dels seus inicis, en l'anomenat Cercle de Patraix i en el grup promotor de la Comissió d'Accessibilitat de la Comunitat Valenciana de Podem. En gener de 2015 va formar part del primer Consell Ciutadà de València de Podem. El juliol d'aquell mateix any és designada senadora per les Corts.
Pilar Lima va encapçalar una candidatura per a liderar Podem a la II Assemblea Ciutadana de Podem CV de 2017 que va quedar en segona posició per darrere del finalment secretari general Antonio Estañ. Lima assolí el lideratge del partit a la següent assemblea, el juny de 2020, on s'enfrontava a l'aleshores síndica-portaveu a les Corts Naiara Davó, a la que substituí també en este lloc mesos més tard.
El mandat de Lima al capdavant de Podem s'ha vist marcada per l'enfrontament entre faccions i les crisis internes. Tant és així que a les eleccions de 2023 on Lima va esdevindre candidata a l'alcaldia de València, Yolanda Díaz, ministra i referent nacional de Sumar (soci preferent de Podem), va demanar el vot pel candidat de Compromís Joan Ribó, formació amb qui Podem no va arribar un acord electoral. Finalment Podem no aconseguí cap representant i tant Lima com la seua executiva dimitiren de la direcció del partit.